# Iseo (oratore)
Iseo (in greco antico: Ἰσαῖος?, Isàios; Calcide, 420 a.C. circa – Atene, 340 a.C. circa) è stato un oratore e logografo ateniese.

## Biografia
Non si sa molto della vita di Iseo. Sebbene notizie su di lui si trovino sia in Dionigi di Alicarnasso sia nelle Vite dei dieci oratori, sussistono numerosi dubbi riguardo alle date e ai luoghi sia di nascita e di morte.
Pochi i dati certi anche sugli eventi principali legati alla vita e alla professione. Nacque forse a Calcide, nell'isola di Eubea, o ad Atene da Diagora, il cui nome non sembra essere ateniese. I dubbi sul luogo della sua nascita non ci permettono di sapere se egli fosse cittadino ateniese o meteco. Quel che è innegabile è che egli visse ad Atene, dove esercitò la professione di logografo.
Con ogni probabilità fu discepolo di Isocrate e maestro di Demostene, il quale presumibilmente si rivolse a Iseo perché lo aiutasse nella causa contro i disonesti tutori Afobo ed Onetore.

## Opere
Delle 64 orazioni giudiziarie attribuite a Iseo dagli antichi, che tuttavia ne giudicavano 14 di dubbia autenticità, ne restano soltanto undici, di cui l'ultima incompleta; una dodicesima opera ("In difesa di Eufileto") ci è stata tramandata attraverso un lungo frammento dal De Isaeo Iudicium di Dionigi di Alicarnasso.
Tranne quest'ultima, tutte le opere rimaste risultano essere λόγοι κληρικοί lògoi klērikòi, ovvero orazioni trattanti questioni di eredità. Iseo è pertanto la fonte principale di conoscenza del diritto attico riguardante la successione. Egli peraltro è incluso nell'elenco dei dieci oratori attici del Canone alessandrino di Aristofane di Bisanzio e Aristarco di Samotracia.
La maggiore delle orazioni di Iseo ("Per l'eredità di Cleonimo") fu scoperta nel 1815 da Angelo Mai.
- Περὶ τοῦ Κλεωνύμου κλήρου (Per l'eredità di Cleonimo)
- Περὶ τοῦ Μενεκλέους κλήρου (Per l'eredità di Menecle)
- Περὶ τοῦ Πύρρου κλήρου (Per l'eredità di Pirro)
- Περὶ τοῦ Νικοστράτου κλήρου (Per l'eredità di Nicostrato)
- Περὶ τοῦ Δικαιογένους κλήρου (Per l'eredità di Diceogene)
- Περὶ τοῦ Φιλοκτήμονος κλήρου (Per l'eredità di Filottemone)
- Περὶ τοῦ Ἀπολλοδώρου κλήρου (Per l'eredità di Apollodoro)
- Περὶ τοῦ Κίρωνος κλήρου (Per l'eredità di Cirone)
- Περὶ τοῦ Ἀστυφίλου κλήρου (Per l'eredità di Astifilo)
- Πρὸς Ξεναίνετον περὶ τοῦ Ἀριστάρχου κλήρου (Per l'eredità di Aristarco)
- Περὶ τοῦ Ἁγνίου κλήρου (Per l'eredità di Agnia)
- Ὑπὲρ Εὐφιλήτου (In difesa di Eufileto)